# 莫里斯敦 (亞利桑那州)
莫里斯敦（英語：Morristown）是位於美國亞利桑那州馬里科帕縣的一個人口普查指定地區。根據2010年美國人口普查，該地人口為227人，而該地的面積約為2.09平方千米。

## 地理
莫里斯敦的座標為33°51′24″N 112°37′24″W / 33.85667°N 112.62333°W，而該地最高點為海拔高度606米（即1988英尺）。